# Brian Badza
Brian Badza (23 de junho de 1979) é um ex-futebolista profissional zimbabuano que atuava como atacante.

## Carreira
Brian Badza representou o elenco da Seleção Zimbabuense de Futebol no Campeonato Africano das Nações de 2006.